# SL-ryggen
SL-ryggen är en bergstopp i Antarktis. Den ligger i Östantarktis. Norge gör anspråk på området. Toppen på SL-ryggen är 2 156 meter över havet.
Terrängen runt SL-ryggen är varierad. Trakten är obefolkad. Det finns inga samhällen i närheten. 